# Комиция
Комициите (лат. comitia, от comeo — събрание, сбор) са народни събрания в Древен Рим. Първоначално са организирани по родов принцип, по-късно според имуществен ценз, а накрая - според обитаваната територия. Комициите приемат първоначално законите (leges), някои от които са били утвърждавани от Сената, избират по-низшите по ранг магистрати и действат като местни органи на властта. Притежавали и правораздавателни функции по особено тежки престъпления, за които можело да бъде получено и смъртно наказание.

## Видове комиции
В различните исторически периоди са съществували три вида комиции:
- Куриатни комиции – събрания на патрициите по курии. В тях не били включвани плебеите. Това е най-старото римско събрание след Comitia Calata. Организирани са в 30 курии, всяка от които дава по един глас.

- Центуриатни комиции – Тези събрания обединявали и патриции и плебеи, като се гласувало на база имуществен ценз. Според историческата традиция били създадени в средата на 6 век пр.н.е. от Сервий Тулий. Центуриатните комиции решавали въпросите за войната и мира, избирали висшите магистрати, изпълнявали съдебни функции. Свиквали се на Марсово поле от висшите длъжностни лица, консулите. Всички римски граждани образували 193 центурии, но 98 от тях били представители на най-богатите. Гласувало се по центурии, като всяка имала право на един глас. Първо гласували центуриите на най-богатите, после тези на следващите класи. Когато за дадено предложение се получели повече от половината от гласовете, то ставало закон, но тъй като представителите на най-богатите били повече от половината народни представители, тази неравнопоставеност будела недоволство. През втората половина на 3 в пр.н.е., след проведена реформа, всяка от петте класи на римските граждани давала по еднакъв брой центурии – 70.

- Трибутни комиции – събрания на всички граждани по териториални окръзи – триби (tribus). Произлиза от събранията на плебса (concilia plebis), на които се избирали народните трибуни и плебейските едили и датира от средата на 5 в. пр.н.е. В резултат на борбата на плебеите с патрициите, през 287 пр.н.е. те получили законодателна, а след това и съдебна власт и правото да избират всички некурулни магистрати, превръщайки се във важен вид на народното събрание. Трибутните комиции били свиквани от консулите или преторите. Събирали се на Форума или на Марсово поле. Техните правомощия били:

1. политически – избор на низшите магистрати: квестори, едили, както и на народни трибуни и плебейски едили
2. законодателни – гласуване на законите
3. съдебни – право да се произнасят присъди при определени казуси.

Организацията на трибутните комиции, основани на териториалния принцип, би трябвало да осигури истинско демократично представителство. В действителност обаче разграничението между 4-те градски и 31 селски триби в съчетание с правото на цензорите да вписват произволно гражданите, в която триба решат, подкопало този принцип. Надделяло предимството на заможните граждани, които били вписвани в селските триби, притежавайки 31 гласа, докато бедното население било вписвано в градските триби, оставайки само с 4 гласа.